# 克揚寬齊區
克揚寬齊區是非洲中部國家烏干達的111個區之一，由中部區負責管轄，首府是克揚寬齊，距離首都坎帕拉約161公里，海拔高度1,200米，主要的經濟產業有農業和畜牧業，2002年人口估計為120,600。

## 外部連結
- Proposed Kyankwanzi District Internet Portal

01°12′N 31°48′E / 1.200°N 31.800°E